# 과디아나강

과디아나강

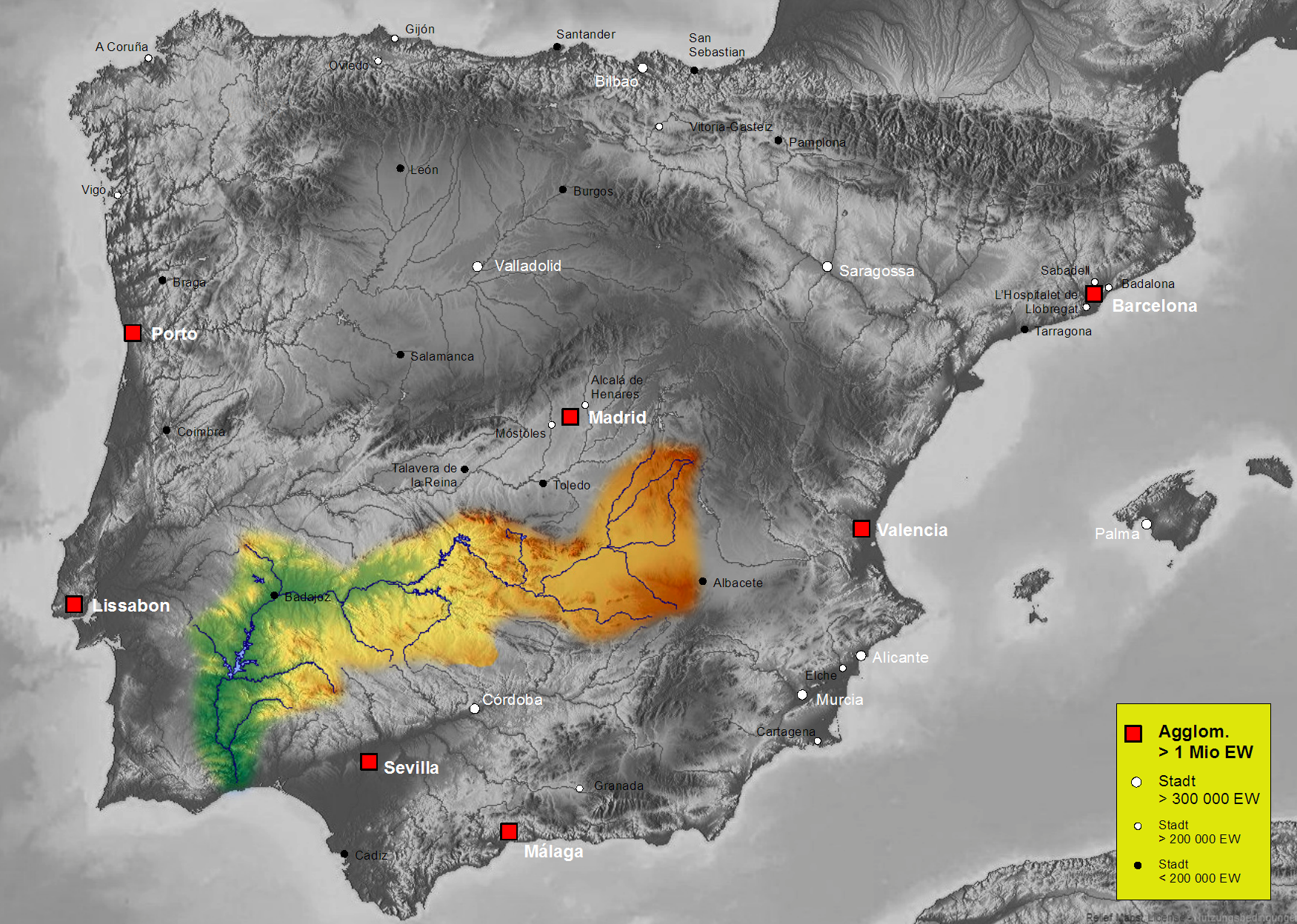
과디아나강 분지

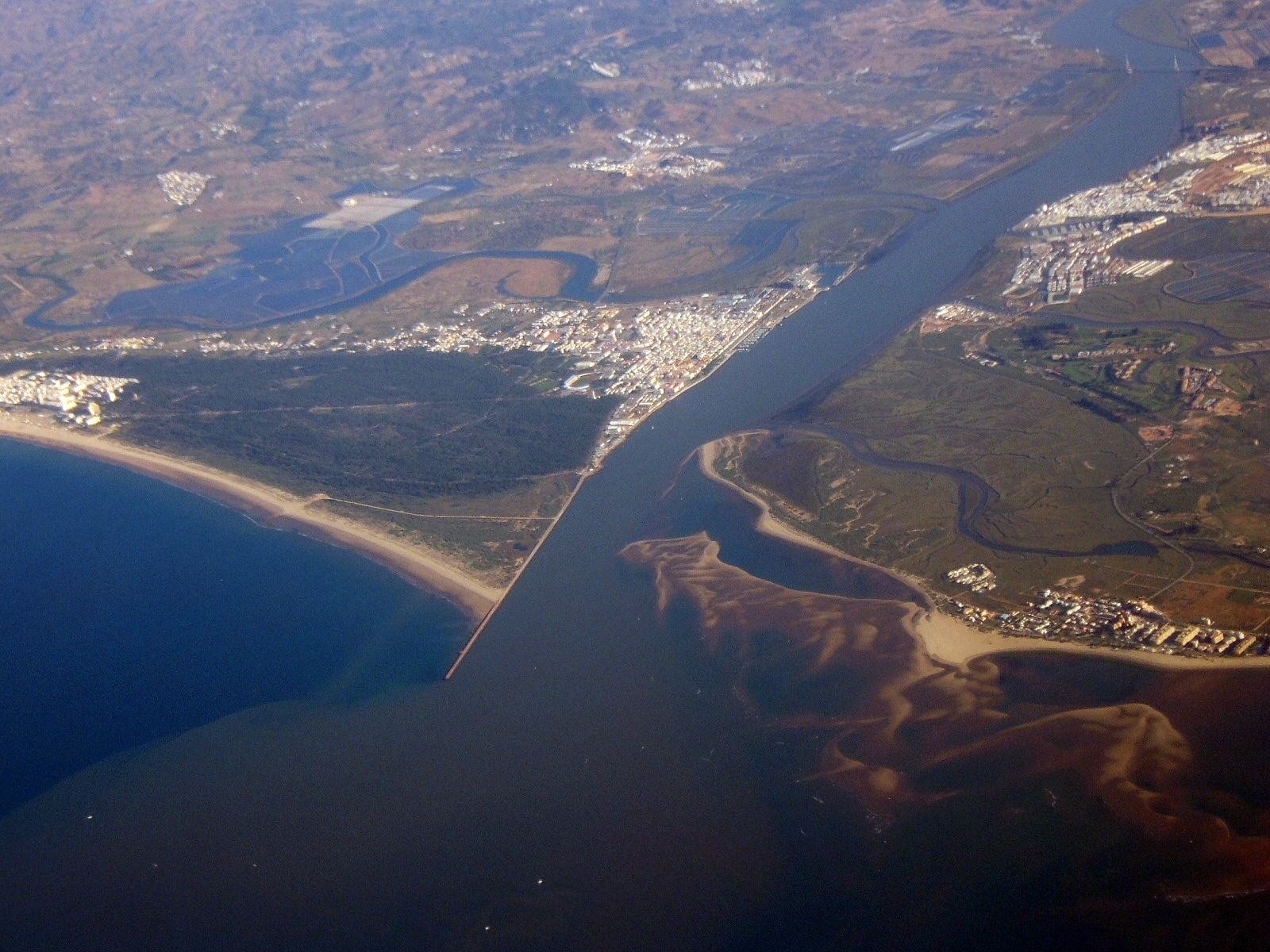
과디아나강 하구, 왼쪽은 포르투갈, 오른쪽은 스페인

과디아나강(아랍어: Wadi Ana, 라틴어: Anas, 스페인어: Guadiana, 포르투갈어: Guadiana)은 스페인과 포르투갈의 주요한 강으로서 두 나라 사이의 국경선 역할도 한다.
전체 길이는 778 km이며 전체 유역 면적은 67,000 평방킬로미터이다. 카디즈 해협으로 흘러들어가며 대서양과 만난다.
스페인의 바다호즈 시가 가장 큰 인근 도시로서 강 유역에는 총 2,000여 개의 댐이 있다고 알려져 있다. 포르투갈의 알케바 댐이 그 중에서 가장 큰 규모이다.